# モーゼス・サビナ
モーゼス・サビナ（Moses Sabina, 1920年-2002年）は、1950年代に東北地方を中心に宣教活動をしたプロテスタントの宣教師。
日本における聖書図書刊行会の設立、伝道者を育成する学校の創設や神学校での教師の活動を行った。アメリカに帰国後は、主にアメリカ北東部ニューヨーク州、ミシガン州などのバプテスト系の教会で1990年代の退職まで牧師、神学校の教師として活躍した。また、中国・北京市へ語学教師として赴き、アメリカに帰国後は地元ミシガン州イプシランティ市のアナーバー中華キリスト教会にて活躍。その後召天する。

## 生い立ち
モーゼス・サビナは、ニューヨーク州ニューヨーク市マンハッタンのキューバ系アメリカ人の2世として生まれた。祖父母はスペイン領カナリア諸島出身でキューバに移民したが、サビナの父母は、子供たちのためにより良い生活を求めてアメリカに渡り、ニューヨーク市マンハッタンのキューバ人街に移住した。兄弟姉妹の多い大家族で育ったが、愛情豊かな父の元で貧しくとも自由な少年時代を過ごした。
小さい頃のエピソードがある。サビナは小学生の頃から新聞配達を始め、そのために混み入ったマンハッタンの道を詳細に覚えたという。彼はその頃の経験が、後に戦後の混乱期の日本に渡って活躍する原動力になったと語っている。
その後、カリフォルニア州にあるフラー神学校へ進学し、在学中に妻となる看護師のアイリーンに出会う。
在学中は、カリフォルニア州に多く在住した日系アメリカ人の教会に奉仕神学生として出入りし、多くの日系人の子供達の日曜学校を受け持ったという。
しかし、太平洋戦争の戦況が厳しくなるにつれ、サビナの周りの日系人達も強制収容所に送られることとなり、二束三文で財産を奪われ僻地へと追いやられた日系人の姿を目の当たりにして、さらに日系人への同情を強めたという。
そのような日系人へのいわれなき迫害を目の当たりにし、日本への関心を深めたサビナは、戦後GHQ統治下の元の日本へ向かう船舶の荷運び人夫として日本へ渡航する。その時の横浜港への接岸の様子を、彼はこう言っていた。
「接岸する港には、ペプシコーラの看板の隣に、大きくFar Eastern Gospel Crusadeの宣伝の看板が掲げられていた。」
Far Eastern Gospel Crusade（現SEND International)とは、第二次世界大戦の退役軍人による日本での宣教活動
の拠点であった。

## 日本での働き
サビナは、米国の保守バプテスト外国伝道協会 (CBFMS) の宣教師の一人として、第二次世界大戦後、日本で開拓が始められるミッションに参加した。サビナ夫妻の主な活動拠点は東北地方で、宮城県仙台市近郊であった。
当時、多くのキリスト教宣教師が日本へ派遣されてきたが、いずれもミッションスクールなどの教育事業が中心で、将来の牧師養成のための教育施設も戦時下の統制の影響で弱体化したままであった。また、キリスト教の勢力が全体的に弱められており、外国語が中心となるキリスト教の良書が手に入りにくい状況にあった。
サビナは弱体化した日本のキリスト教会の再建のためには、キリスト教の良書が必要だと考え、東京にある当時のいのちのことば社などの出版社に掛け合ったが、あまりよい返事は得られなかった。
そこで、サビナは仙台東京間を往復して印刷会社を探して、キリスト教の新たな出版社として聖書図書刊行会を設立し、ハーレイHenry Hampton Halleyの聖書ハンドブック''Halley's Bible Handbook''の日本語版や他多数を発行をした。また「聖書真理通信教授」として、当時では珍しかったキリスト教通信教育にも尽力した。

## アメリカでの働き
日本への永住を固く決めていたサビナの意志に反し、米国の保守バプテスト外国伝道協会 (CBFMS) の派遣が終了し、アメリカ・ニューヨーク州ロングアイランドに帰国した。
その後、ニューヨーク州を中心にロングアイランドに居住し牧会活動を継続し、その後ミシガン州デトロイト市ベルアイル等の教会にて牧師を歴任、引退する。

## 引退後の働き
1990年代当時、中国ではキリスト教の布教活動が制限されていたが、英語教師として北京市の語学学校へ赴任。夫婦で1年の期間を過ごす。
その後、中国人伝道への意欲を持ったサビナ夫妻は、ミシガン州イプシランティ市の中華教会で長老職を歴任し後に退職。多くの中国人留学生及び日本人留学生のために尽力する。

## 著書
- 『日本人の信仰と聖書の神　真のキリスト教への鍵』（聖書図書刊行会　いのちのことば社）1955年